# Odbojkarski klub Kamnik 2014-2015 (femminile)
Questa voce raccoglie le informazioni riguardanti l'Odbojkarski klub Kamnik nelle competizioni ufficiali della stagione 2014-2015.

## Organigramma societario
Area direttiva
- Presidente: Gregor Hribar

Area tecnica
- Allenatore: Gašper Ribič

## Rosa
| N° | Nome                | Ruolo | Data di nascita   | Nazionalità sportiva |
| -- | ------------------- | ----- | ----------------- | -------------------- |
| 1  | Zala Kranjc         | P     | 22 agosto 1995    | Slovenia             |
| 3  | Mojca Božič         | P     | 30 marzo 1992     | Slovenia             |
| 4  | Klara Kregar        | S/O   | 8 aprile 1997     | Slovenia             |
| 5  | Tamara Borko        | C     | 9 luglio 1988     | Slovenia             |
| 6  | Petra Vrhovnik      | S     | 2 agosto 1992     | Slovenia             |
| 7  | Urška Igličar       | S/O   | 17 marzo 1995     | Slovenia             |
| 8  | Maja Forštnarič     | C     | 17 luglio 1996    | Slovenia             |
| 10 | Tina Novak          | S     | 12 gennaio 1996   | Slovenia             |
| 12 | Ana Katarina Hribar | L     | 27 luglio 1992    | Slovenia             |
| 13 | Meta Jerala         | L     | 26 settembre 1991 | Slovenia             |
| 17 | Lana Ščuka          | S     | 6 ottobre 1996    | Slovenia             |